# Ángel Infante
Ángel Infante Cruz (Acaponeta, Nayarit, 1 de octubre de 1914-Ciudad de México, 15 de diciembre de 1987) fue un actor mexicano.

## Biografía y carrera

### Primeros años
Ángel Infante Cruz nació el 1 de octubre de 1914 en Acaponeta, Nayarit, siendo hijo de Delfino Infante García y María del Refugio Cruz. Su hermano menor, Pedro Infante, nació tres años después.

### Trayectoria artística
Trabajó en la Secretaría de Comunicaciones y Obras Públicas, contribuyendo al tendido de las carreteras de México-Puebla, México-Toluca, y México-Pachuca. En agosto de 1948, Pedro Infante lo invitó a trabajar con él en la película Los tres huastecos, donde dobló a su hermano en el papel de sacerdote. Entre sus películas más destacadas se encuentra su participación en A.T.M. ¡A toda máquina! (1951), Ahí viene Martín Corona (1952), Esos de Pénjamo (1953), Los gavilanes (1956), y El gran premio (1958).

## Vida personal y muerte
Mantuvo una relación con Consuelo López, con quien procreó seis hijos; Ángel, Luis, Rubén, Ramiro, Sonia, y Toño Infante.
El 15 de diciembre de 1987, Infante falleció en Ciudad de México a los 73 años de edad, a causa de diabetes mellitus, y un paro cardíaco no traumático. Su cuerpo fue cremado en el Panteón Civil de Dolores, ubicado en la misma ciudad. El paradero final de sus cenizas es desconocido.

## Filmografía
- 1974  El desconocido ... Don Julio
- 1966  La vida de Pedro Infante ... Voz de Pedro
- 1964  Yo, el valiente
- 1964  El rostro de la muerte ... Comisario
- 1964  La banda del fantasma negro
- 1961  Los inocentes
- 1961  Tirando a matar
- 1961  El gato ... Don Pedro Herrera
- 1960  Me importa poco
- 1960  Dos gallos en palenque
- 1960  Bala de Plata ... Regino
- 1959  Yo... el aventurero ... Gregorio Carriles
- 1958  Los tres vivales ... Ángel Vaca
- 1958  Los muertos no hablan ... Presidente municipal
- 1958  La rebelión de la sierra
- 1958  El gran premio ... Fernando González
- 1958  El rayo de Sinaloa: La venganza de Heraclio Bernal
- 1958  Aquí está Heraclio Bernal ... Antonio Bernal
- 1958  La guarida del buitre
- 1957  La ley de la sierra
- 1957  La justicia del gavilán vengador ... Jesús
- 1956  Los gavilanes ... Roberto
- 1955  Tu vida entre mis manos ... Doctor Pérez
- 1954  La sobrina del señor cura ... Tomá Rendón (el Tomasón)
- 1953  Esos de Pénjamo ... Enrique
- 1952  El bombero atómico ... Policía
- 1952  El enamorado ... Nacho
- 1952  Por ellas aunque mal paguen ... José Manuel Campos
- 1952  Una mujer sin amor ... González (sin acreditar)
- 1952  Ahí viene Martín Corona ... Lencho
- 1952  El lobo solitario ... Raymundo
- 1952  Dos caras tiene el destino ... Esbirro de Salcedo
- 1952  El beisbolista fenómeno ... Ramón
- 1952  Hay un niño en su futuro (sin acreditar)
- 1952  Dancing, Salón de baile ... Detective de policía
- 1952  Siempre tuya
- 1952  Necesito dinero ... Roberto
- 1951  ¿Qué te ha dado esa mujer? ... Comandante
- 1951  Sentenciado a muerte
- 1951  La estatua de carne (sin acreditar)
- 1951  El papelerito ... Chofer (sin acreditar)
- 1951  Noche de perdición ... Miembro criminal (sin acreditar)
- 1951  Ella y yo ... Amigo de Pedro
- 1951  Cárcel de mujeres ... Esposo de Gloria (sin acreditar)
- 1951  A.T.M. A toda máquina! ... Comandante
- 1951  Peregrina (sin acreditar)
- 1951  Las mujeres de mi general ... Sarmiento, el traidor
- 1951  El siete machos ... Don Guadalupe
- 1951  La marquesa del barrio ... Zacatecas
- 1951  Pecado ... Invitado (sin acreditar)
- 1951  Corazón de fiera ... Benjamín
- 1951  Tierra baja ... Pepe
- 1951  Amor vendido ...  Mesero (sin acreditar)
- 1951  Capitán de rurales ... Rendón
- 1950  Pata de palo ... Manuel, mayordomo (sin acreditar)
- 1950  Pecado de ser pobre ... Empleado factoría (sin acreditar)
- 1950  Las dos huerfanitas ... Empleado hospital (sin acreditar)
- 1950  Donde nacen los pobres
- 1950  Piña madura
- 1950  Nuestras vidas
- 1950  Cuatro contra el mundo ... Manejador de cervecería
- 1950  Guardián, el perro salvador
- 1950  La dama del alba ... Anselmo (sin acreditar)
- 1950  Duelo en las montañas ... Conductor tren (sin acreditar)
- 1950  La posesión ... Rubén
- 1949  El gran Calavera ... Empleado de Ramiro (sin acréditar)
- 1949  La hija del penal ... Policía (sin acreditar)
- 1949  El seminarista ... Pasajero camión (sin acreditar)
- 1949  El charro y la dama
- 1949  La mujer que yo perdí ... Marcial
- 1949  Canta y no llores... (sin crédito)
- 1949  Las puertas del presidio ... Marcial, el Plegao (sin acreditar)
- 1949  El abandonado ... Jugador (sin acreditar)
- 1949  Hay lugar para... dos ... Menchaca
- 1949  No me quieras tanto... ... Empleado hotel (sin acréditar)
- 1949  El gran campeón ... Amigo de Jorge (sin acréditar)
- 1949  En cada puerto un amor (sin crédito)
- 1949  Dicen que soy mujeriego ... Hombre en cantina (sin acreditar)
- 1949  Cara sucia
- 1948  Ustedes los ricos ... Hombre que pelea con Pepe (sin acreditar)
- 1948  Flor de caña
- 1948  Esquina, bajan...! ... Menchaca 'Rayito de Sol'
- 1948  Enrédate y verás